# Georg Friedrich Haese

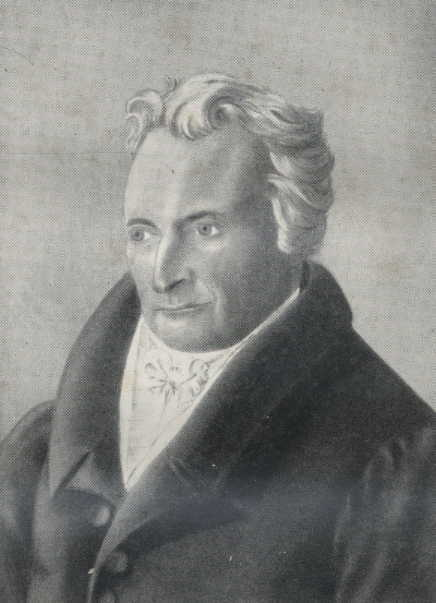
Georg Friedrich Haese. Kohlezeichnung von F. Karsch aus dem Jahre 1827

Georg Friedrich Haese (* 10. Januar 1763 in Birkholz, Kreis Dramburg; † 2. Juni 1843 in Stargard) war ein deutscher agrarpolitischer Reformer.

## Leben
Georg Friedrich Haese war der Sohn des Pächters von Gut Birkholz, Christian Friedrich Haese (1728–1789). Die Mutter starb schon einige Jahre nach seiner Geburt. Georg Friedrich besuchte zunächst die Dorfschule, kam dann aber auf die Stadtschule in Dramburg und wurde mit 15 Jahren Schreiber bei einem Justitiar.
Im Jahre 1780 wurde Haese Schreiber in Bernsdorf, 1784 in Elvershagen, beides im Kreis Regenwalde. Hier erwarb er sich eingehende Kenntnisse in der Landwirtschaft.
1789 heiratete Haese die Tochter des Archidiakons Sperling von St. Marien in Stargard.
Er kaufte 1797 das Gut Ganzkow im Kreis Fürstenthum, übernahm ab 1799 dessen Leitung und führte dort viele Neuerungen ein, konnte das Gut auf Dauer jedoch nicht halten.
1804 wurde Haese Ehrenmitglied der Märkischen Ökonomischen Gesellschaft in Potsdam. Durch Vermittlung des Staatsrates Christian Friedrich Scharnweber, mit dem er durch Ernst von Bülow-Cummerow bekannt geworden war, machte er die Bekanntschaft des Staatskanzlers Karl August von Hardenberg, der ihn 1811 zum Mitglied der Immediatökonomiekommission machte, die Verordnungen für die Durchführung der neuen agrarpolitischen Reformen bearbeitete. Es folgten seine Ernennungen zum Regierungsrat beim Landesökonomiekollegium für Pommern und zum Oberkommissar für die Regelung der bäuerlichen und gutsherrlichen Verhältnisse.
1813 fiel Haeses ältester Sohn Georg in der Schlacht bei Lüneburg als freiwilliger Jäger. Gustav Freytag hat den Nachruf des Vaters in seine „Bilder aus der deutschen Vergangenheit“ aufgenommen.
Haese trat in regen Gedankenaustausch mit Albrecht Daniel Thaer. Er kämpfte für die Aufhebung der Erbuntertänigkeit. Als Oberkommissar war er mit der Durchführung der Separation betraut und übte dieses Amt bis in das Alter von 77 Jahren aus.

## Schriften
- Über die Notwendigkeit und Nützlichkeit eines Kreditsystems für die Besitzer bürgerlicher Güter. 1789.
- Versuch über das Steigen der Preise von allen Grundstücken. 1798.
- Kartoffelbau in Hinterpommern. 1804.
- Noch etwas über den Wert der Kartoffel. 1804.
- Mein Glaubensbekenntnis über Ackerbausysteme und über den Herrn Staatsrath Thaer. 1812.
- Ansichten über die höhere oder geringere als die Normalentschädigung nach dem Edikt vom 14. September 1811. 1820.
- Über die Regulierung der gutsherrlichen und bäuerlichen Verhältnisse. 1820.
- Über die notwendigen Abänderungen bei den Kreditsystemen besonders über die Abschätzungsgrundsätze in Pommern. 1821.